# 중성화 후 방생

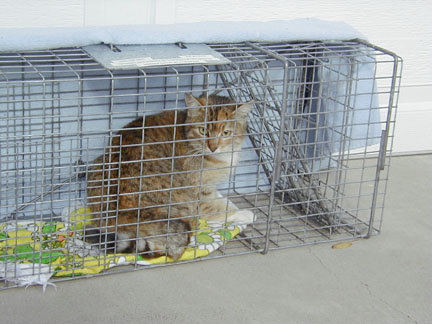
TNR을 위해 통방이에 잡힌 고양이.

중성화 후 방생(영어: trap–neuter–release; TNR)은 야생화된 고양이의 개체수를 관리하기 위해 시도되는 방법의 일종으로, 논쟁의 대상이 되고 있다. 통방이를 사용해 고양이를 산채로 포획하고(T), 거세수술을 한 뒤(N), 야외에 다시 방생하는(R) 수순으로 이루어진다. 고양이가 원래 살던 곳이 위험하거나 기타 다른 이유로 방생하기에 적절하지 않으면 다른 곳에 이주방사하기도 한다. 포획된 고양이가 모두 방생되는 것은 아니다. 유순한 개체는 가정에 입양될 수 있다. 질병 등의 이유로 안락사하기도 한다.
처음 등장했을 당시 TNR 정책의 목표는 야생화된 고양이 개체수의 감소, 그리고 궁극적으로는 근절이었다. 현재도 세계 각지에서 인도적인 고양이 관리 방법으로서 수행된다. 현재는 개체수 조절 이외에도 고양이 개체 당사자의 삶의 질 개선, 고양이들이 거주하는 지역 인구와의 갈등 해결, 동물보호소에서 고양이가 안락사되는 것을 막기 위해 등의 다양한 이유로 이루어지고 있다.
그러나 과학적 연구에서는 TNR이 고양이 개체수를 관리할 수 있는 방법론이라는 증거가 발견되지 않고 있다. TNR로 관리되는 고양이 군집에서 개체수 감소가 일어날 경우, 그것은 그 군집에서 입양 또는 안락사가 동시에 수행된 결과인 것으로 밝혀졌다. 그렇지 않은 TNR 고양이 군집은 오히려 개체수가 증가하는 경우가 많이 있는데, 고양이의 번식률이 너무 빨라서, 아직 거세되지 않은 고양이를 포획하고 거세하는 속도가 새로운 고양이가 태어나는 속도를 따라갈 수 없기 때문이다. 또한 TNR 고양이들의 군집이 존재하면, 그 지역 주민들이 자기 집의 고양이를 그 군집에 유기하는 경향도 나타났다. 생태학적으로 취약한 지역에서도 TNR 정책의 인기가 높아지고 있는데, 이것은 부분적으로 야생화 고양이에 의해 야기되는 생태문제에 대한 대중의 무지, 그리고 과학계와 TNR 옹호자들이 이 문제를 거론하고 싶어하지 않아하는 경향에 기인한다.
미국동물학대방지협회(ASPCA), 미국인도주의협회(HSUS), 영국 왕립동물학대방지학회(RSPCA) 등 동물단체에서는 대체로 TNR을 옹호하는 반면, 국제야생동물재활평의회(IWRC), 국제야생동물협회(TWS), 미국조류보호단(ABC) 등 생태환경단체에서는 대체로 TNR을 반대한다. PETA는 동물권 단체임에도 이례적으로 TNR을 반대하는 입장이다.